# Чернореченский мост
Черноре́ченский мост — автодорожный железобетонный рамный мост через Чёрную речку в Приморском районе Санкт-Петербурга.

## Расположение
Расположен в створе Торжковской улицы, улицы Савушкина и улицы Академика Крылова. Рядом с мостом расположена Военно-морская академия имени Н. Г. Кузнецова.
Выше по течению находится Ланской мост, ниже — Строгановский мост.
Ближайшая станция метрополитена — «Чёрная речка».

## Название
Первоначально мост назывался Комендантским по находившемуся поблизости Комендантскому полю. В 1836—1846 годах использовалось название Никольский, по наименованию Никольского села, располагавшегося на левом берегу Черной речки, между современными Торжковской улицей и Вазаским переулком. Существующее название известно с 1849 года. На некоторых планах мост обозначался как 1-й Чернореченский или Малый Чернореченский (расположенный выше по течению мост был назван 2-м Чернореченским). 

## История

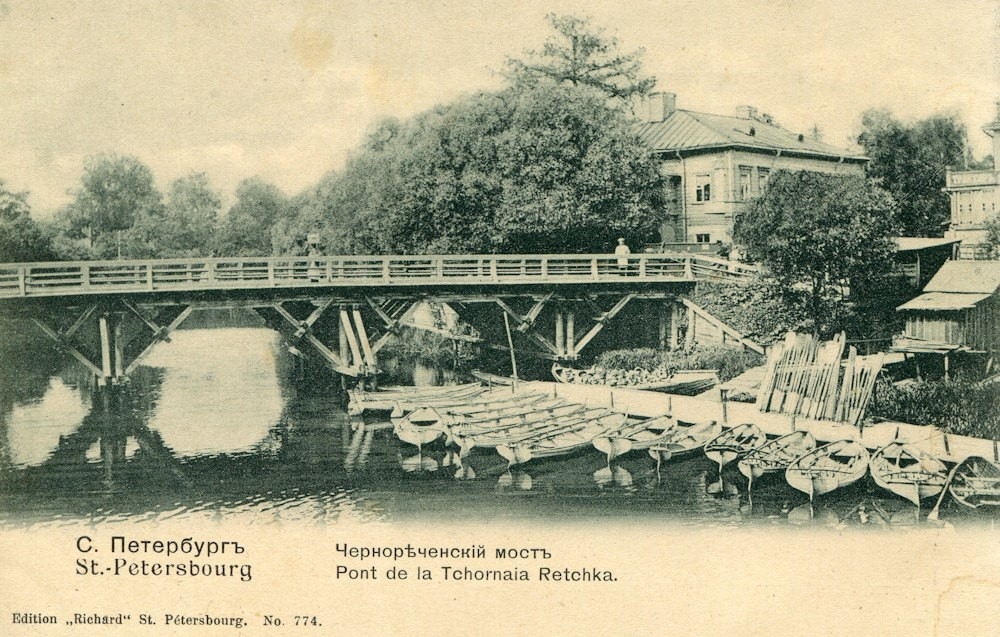
Чернореченский мост на почтовой открытке, 1900-е

В 1828 году был построен деревянный мост, пролётное строение состояло из деревянных прогонов. В 1877 году рядом с Чернореченским мостом для прокладки линии конки был построен мост на чугунных винтовых сваях, пролётное строение было деревянным. Мост был предназначен для движения конки, пешеходное движение было запрещено. В 1893 году обветшавший проезжий мост был разобран и перестроен заново. Мост был деревянным подкосным, длина моста составляла 40,5 м, ширина — 8,5 м.
В 1932 году, в связи с прокладкой трамвайных путей, мост был усилен. Деревянные пролётные строения заменены на металлические двутавровые балки. Опоры, проезжая часть, тротуары и перильное ограждение оставались деревянными. Длина моста составляла 17,3 м, ширина – 23,5 м. 
Существующий железобетонный мост построен в 1967—1969 годах по проекту инженера А. Д. Гутцайта и архитектора Л. А. Носкова.

## Конструкция
Мост однопролётный железобетонный рамный, по статической схеме — трёхшарнирная рама. В поперечном сечении состоит из железобетонных балок двутаврового сечения переменной высоты. По верху балки объединены железобетонной плитой проезжей части. В середине пролёта балки смыкаются посредством несовершенного шарнира. «Ноги» рамы выполнены из монолитного железобетона и облицованы по фасаду навесной гранитной облицовкой. Устои железобетонные, на деревянном свайном основании. Длина моста составляет 29,6 м, ширина — 38 м (в том числе ширина проезжей части 30,0 м и два тротуара по 5,0 м).
Мост предназначен для движения автотранспорта, трамваев и пешеходов. Проезжая часть моста включает в себя 6 полос для движения автотранспорта и 2 трамвайных пути. Покрытие проезжей части и тротуаров — асфальтобетон. Тротуары отделены от проезжей части высоким железобетонным парапетом. На мосту установлено чугунное перильное ограждение, завершающееся на устоях гранитными тумбами.